# Битва при Кадеші
Битва при Кадеші — битва між військами Єгипетського і Хеттського царств, найсильніших держав Близького Сходу. Війська очолювали фараон Рамсес II і Муваталлі II. Зіткнення проходило біля міста Кадеш на річці Оронт (територія сучасної Сирії). Розпочавшись з явної переваги для ворогів Рамсеса, зрештою битву виграли єгиптяни, але з численними втратами. На стратегічному рівні ця битва призвела до «технічної нічиєї» з помітними стратегічними перевагами для хеттів, оскільки поклала кінець вторгненню Рамсеса II. У підсумку було укладено перемир'я між хеттами і єгиптянами. Обидві сторони приписали перемогу собі.
Ця битва стала першою в історії, що була відображена у джерелах обох воюючих сторін, чим підвищила до себе інтерес з боку дослідників військової науки, істориків, єгиптологів і військових всього світу. Крім того, битва при Кадеші стала останнім великим боєм бронзової доби: хетти вже використовували залізну зброю.

## Передісторія
Після видворення правителів XV династії гіксосів єгипетське Нове царство стало агресивніше відновлювати кордони держави. Тутмос I, Тутмос III і Аменхотеп II очолювали вдалі завойовницькі походи, особливо в Сирію і Ханаан.
Під час правління XVIII династії Амарнський архів повідомляв про зниження інтересу Єгипту до цього регіону. Лише за останнього правителя цієї династії — Хоремхебе — вплив єгиптян почав зростати.
Цей процес продовжився під час правління XIX династії. Як і його батько Рамсес I, Сеті I був талановитим військовим керівником і мав намір повернути Єгипетській імперії колишню славу. Написи на стінах храму в Карнаці описують його кампанії в Ханаані та Сирії. Він взяв 20 тис. вояків і повторно зайняв залишені єгиптянами міста, а також уклав неофіційний мир з хеттами. Сеті взяв під контроль прибережні області вздовж Середземномор'я і продовжив похід у Ханаан. Друга кампанія змусила його захопити Кадеш (на честь перемоги там була побудована стела) і Амурру.
Його син і спадкоємець Рамсес II продовжив справу свого батька. Історичні хроніки описують, що фараон замовив велику кількість зброї для походу на Кадеш в свій п'ятий рік царювання. Легкі єгипетські колісниці з двома людьми були швидшими і маневренішими від важких хеттських з трьома воїнами. У той же час важливе військово-технічне нововведення — розміщення на хеттських колісницях осі не в задній частині, а в середині,— дало можливість розмістити на них більше воїнів (трьох: візника з двома лучниками або лучником і щитоносцем) і таким чином суттєво підвищити вогневу міць в порівнянні з єгипетськими (один колісничий і один лучник). Єгипетська піхота була озброєна списами і бойовими сокирами — зброєю, що пробивала хеттські обладунки.
Проте пізніше області єгипетського впливу повернулися під хеттський контроль. Єгиптолог Тревор Брюс припускає, що місто Амурру залишався хеттським.
Провісниками битви при Кадеші стали ранні кампанії Рамсеса II в Ханаан. На четвертому році свого правління він попрямував на північ до Сирії для повернення Амурру, або для перевірки лояльності васалів Єгипту і дослідження ландшафту можливих битв. Ці кампанії змусили Муваталлі II звернути увагу на просування єгиптян, і на п'ятому році царювання Рамсеса II протиборчі сили зіткнулися поблизу Кадеша.

## Кадешська кампанія
Після того, як єгипетські війська перейшли кордон, вони за місяць досягли околиць Кадеша.
Цар хеттів Муваталлі II закликав кілька своїх союзників і розмістив війська позаду «Старого Кадеша».
Рамсес був обманутий кочівниками-бедуїнами шасу, які були таємними союзниками хетів. Коли він перебував під Кадешом, маючи при собі лише з'єднання Амона і особисту гвардію, бедуїни переконали його в тому, що хетти знаходяться в 200 кілометрах від Кадеша, близько Алеппо. Після довгого маршу по пустелі Рамсес розбив табір і став чекати інших сил.

## Битва
Хетти, що знаходилися зовсім недалеко, перейшли річку, що відділяла їх від єгиптян, і атакували з'єднання Ра, які вже підходили до табору. Після недовгого бою хетти розбили з'єднання Ра, використовуючи чисельну перевагу, втому єгиптян і раптовість атаки, які дозволили їм перемогти майже без втрат. Воїни з'єднання Ра, серед яких були і діти самого Рамсеса, були перебиті майже повністю, втекти вдалося лише небагатьом. Ті, що вижили, добігли до табору і посіяли в ньому паніку.
Незважаючи на настільки невдалий початок битви, Рамсес вивів всіх наявних у нього в розпорядженні бійців на рівнину. У єгиптян була перевага в наявності списоносців, які у більшості армій давнини будувалися строєм, що нагадував еллінську фалангу. У хеттів у цьому бою списоносців не було, що зіграло на руку єгиптянам, адже озброєння хеттів було кращим, ніж у єгиптян (хетти вміли робити залізні обладунки та зброю, причому виготовлення заліза було державною таємницею, в той час як в єгипетській армії металеві обладунки серед піхотинців поширені не були), і будь в тому бою у хеттів списоносці, вони б, швидше за все перемогли. Поки Рамсес шикував військо до бою, 2500 хеттських легких піхотинців і три сотні воїнів на колісницях захопили табір єгиптян і почали його грабувати. Тим часом підійшло ще кілька єгипетських загонів, і Рамсес, навівши порядок серед воїнів, які було запанікували, почав атаку. Зайняті грабунком хетти були захоплені зненацька, розбиті й скинуті в річку. Цар хеттів Муваталлі, бачачи, як на протилежному березі річки гинуть його воїни, кинув у бій п'ятсот колісниць і чотири тисячі піхотинців. Але Рамсес особисто очолив атаку. Зав'язався бій, у якому важливу роль грали колісниці. Оскільки місцевість була не надто рівна, перевагу мали легші єгипетські колісниці, до того ж воїни, які стояли на них, були озброєні луками, що дозволяло вражати ворога здалеку і уникати зайвих пересувань на нерівній місцевості, на якій колісниці могли зламатися. Лише деякі хеттські колісниці доїхали до загонів єгиптян, більшість або зламалися, або повернули назад, або всі їхні екіпажі були перестріляні єгипетськими лучниками. Незабаром на рівнині закипів бій вже піших воїнів. Хоча у хеттів були лише легкі піхотинці і обмаль колісниць, вони змогли битися на рівних з військом Рамсеса, який мав у своєму розпорядженні колісниці, списоносців і легких піхотинців. Але хетське військо було численнішим, організованішим і згуртованішим, до того ж хетти відрізнялися хоробрістю і озброєння у них було краще. Рамсес відвів колісниці в тил, причому стрільці на колісницях розстрілювали будь-якого єгиптянина, який наважився б утікати з поля бою. До вечора обидві армії з величезними втратами відступили.
Муваталлі запропонував Рамсесу перемир'я, і той погодився. Обидві сторони приписали перемогу собі, причому єгиптяни описували її так, ніби Рамсес поодинці перебив все хеттське воїнство.

## Наслідки
У технічному плані, не маючи можливості вести облогу Кадеша, Рамсес відступив на південь до Дамаска і зрештою до Єгипту. Там Рамсес оголосив про те, що здобув велику перемогу, але насправді йому вдалося лише врятувати свої війська. В особистому плані цей бій став тріумфом для Рамсеса II, який зміг об'єднати своїх воїнів і переламати результат битви, уникнувши при цьому смерті й полону.
Хеттські записи дали зовсім іншу оцінку, за якою Рамсес відступив від Кадеша через поразку. Сучасні історики прийшли до висновку, що бій завершився нічиєю при моральній перемозі єгиптян, які розвинули нові технології та провели переозброєння, і стратегічній — Муваталлі II, який втратив значну частину своїх колісниць, але не здав Кадеш.